# رومان بيكوف
رومان بيكوف (16 مارس 1992 - ) هو لاعب كرة قدم روسي في مركز الوسط. لعب مع شينيك ياروسلافل ولوكوموتيف موسكو وFC Vityaz Podolsk ‏ وFC Dnepr Smolensk ‏ وFC Yakutiya Yakutsk ‏.

## وصلات خارجية
- رومان بيكوف على موقع قاعدة بيانات كرة القدم.إي يو (الإنجليزية)
- رومان بيكوف على موقع Soccerway.com (الإنجليزية)